# Бузнаса нух
Автомоби́льная доро́га «Бузнаса нух» — известная как «Дорога предков» — автомобильная дорога регионального значения в Дагестане. Протяжённость 37 километр, ширинa 15 м. Согласно проекту, дорога «Бузнаса-нух» облегчает проезд на равнину для жителей 12 горных районов Дагестана:
Унцукульского,
Кизилюртовского,
Гергебильского,
Хунзахского,
Шамильского,
Ботлихского,
Тляратинского,
Цумадинского,
Цунтинского,
Чародинского,
Гунибского и
Ахвахского.

## История
Бузнаса нух — одна из старейших автодорог республики. Ее строили еще во времена царской России. В XVIII-XIX вв. горцы в тяжелейших условиях без какой бы то ни было техники, кувалдами и другими подручными материалами, перевязавшись страховочными веревками, через отвесные скалы и вдоль реки Сулак по каньону пробили дорогу шириной два метра, которая служила кратчайшим путём связи высокогорного Дагестана с предгорьем и низменной частью республики. По этой дороге проезжал писатель Александр Дюма старший во время своего пребывания на Кавказе.
На некоторых участках этой дороги при проезде арбы одного быка заменяли людьми, поскольку не хватало ширины дороги, чтобы по ней прошли одновременно два быка. Дорога «Бузнаса нух» была самой короткой, бесперевальной и всепогодной. Проходила она вдоль правого берега Андийского Койсу до слияния с Аварским Койсу и далее по правому берегу реки Сулак через окрестности селений Верхний и Нижний Каранай, Верхнее и Нижнее Ишкарты до Темир-Хан-Шуры (ныне Буйнакск).
В 2014 году за счёт добровольных пожертвований жителей горных районов начата реконструкция «Бузнаса нух» и по сей день ведется активная работа.

## Маршрут
Бузнаса нух начинается на пересечении Р217 и Р215, далее идёт в северо-западном направлении по территории Кизилюртовского района, проходя вдоль Сулакского каньона, далее следует по территории Буйнакского района и в восточном направлении — по территории Унцукульского района.
Далее трасса проходит по территории Гергебильского района в восточном, северо-восточном, юго-восточном направлениях.

## Населённые пункты вдоль дороги
Чиркей, Каранай, Ашильта, Унцукуль, Шамилькала, Аракани, Ирганай, Гимры и другие.

## Текущее состояние
На май 2019 года завершены работы по расширению дороги у села Ашильта.
Завершен участок реконструкции трассы в обход Гимринского тоннеля.
Продолжается реконструкция трассы в Унцукульском районе.
Ведутся работы по расширению дороги.